# Jesse Jackson
Jesse Louis Jackson, Sr., geboren als Jesse Louis Burns (Greenville (South Carolina), 8 oktober 1941) is een Amerikaanse baptistenpredikant, politicus en burgerrechtenactivist.
Na een onvoltooide studie theologie werd Jackson een naaste medewerker van Martin Luther King en hij stond aan diens zijde toen King werd vermoord. Later dat jaar (1968) werd hij tot baptistische dominee bevestigd.
Jackson richtte PUSH (People United to Serve Humanity) op in 1974, een organisatie bedoeld om zwarten meer bij de economie te betrekken, en in 1986 werd hij voorzitter van de Rainbow Coalition, een organisatie waarin diverse minderheidsgroepen, vredesactivisten, milieuorganisaties en politieke groeperingen ter ondersteuning van de armen zijn verenigd. In 1996 werden de twee samengevoegd.
In de jaren 80 groeide Jackson uit tot een belangrijke woordvoerder van de minderheden- en Afro-Amerikaanse burgerrechtenbeweging in de Verenigde Staten. Hij deed tweemaal, in 1984 en 1988, een poging de Democratische kandidatuur voor het presidentschap te behalen, en hoewel hij beide keren faalde, toonde hij hiermee wel aan dat Afro-Amerikanen inmiddels een belangrijke politieke factor binnen de Democratische Partij geworden waren.
Jackson werd ook bekend door, soms succesvolle, onderhandelingen met de leiders van landen uit anders machtsblokken zoals Syrië, Irak en Cuba over de vrijlating van Amerikaanse gevangenen, en Bill Clinton eerde hem met de Presidential Medal of Freedom, de hoogste civiele onderscheiding in de Verenigde Staten. Jerry Brown, voormalig gouverneur van Californië, overwoog in 1992 Jackson te kiezen als zijn kandidaat voor het vicepresidentschap. Dit viel slecht bij de Joodse gemeenschap in New York, want Jackson had in het verleden verschillende antisemitische opmerkingen gemaakt. Clinton won de voorverkiezingen met een grote voorsprong.
Jackson was later betrokken bij demonstraties tegen de Irakoorlog. Zijn zoon, Jesse Jackson Jr., was lid van het Huis van Afgevaardigden.
- Biblioteca Nacional de España: XX5398720
- Bibliothèque nationale de France: cb121070458 (data)
- CiNii: DA04141897
- Gemeinsame Normdatei: 118836129
- International Standard Name Identifier: 0000 0001 0786 7609
- Library of Congress Control Number: n50027794
- MusicBrainz: 9f969800-0a6f-44fd-aacc-e118513b0f6d
- National Archives and Records Administration: 10583128
- Nationale Bibliotheek van Tsjechië: kup19970000043033
- Nationale Bibliotheek van Israël: 987007278905705171
- Nederlandse Thesaurus van Auteursnamen: 072533382
- LIBRIS: 191341
- SNAC: w65v49sj
- Système universitaire de documentation: 029444357
- Virtual International Authority File: 100276689
- WorldCat: E39PBJpv3Yc3BtFkDgCVmFqvpP